# Ryoma Kimata
Ryoma Kimata (* 24. Juli 2002) ist ein japanischer Snowboarder. Er startet in den Disziplinen Slopestyle und Big Air.

## Werdegang
Kimata startete international erstmals im April 2018 bei den World Rookie Finals am Kitzsteinhorn. Dort wurde er Dritter im Slopestyle. In der Saison 2018/19 siegte er beim Corvatsch Rookie Fest und beim Zillertal Valley Rallye jeweils im Slopestyle. Bei den Juniorenweltmeisterschaften 2019 im Kläppen holte er die Goldmedaille im Big Air. Zudem errang er dort den 60. Platz im Slopestyle. Sein Debüt im Snowboard-Weltcup hatte er zu Beginn der Saison 2019/20 in Cardrona, das er auf dem 12. Platz im Big Air beendete. Es folgten zwei vierte Plätze im Big Air und erreichte in Atlanta mit dem dritten Platz im Big Air und in Mammoth mit dem zweiten Rang im Slopestyle seine ersten Podestplatzierungen im Weltcup. Bei den Olympischen Jugend-Winterspielen 2020 in Lausanne holte er die Goldmedaille im Big Air und errang zudem den 15. Platz im Slopestyle. Die Saison beendete er auf dem siebten Platz im Slopestyle-Weltcup, auf dem fünften Rang im Freestyle-Weltcup und auf dem dritten Platz im Big-Air-Weltcup.

## Erfolge

### Weltmeisterschaften
- 2023 Bakuriani: 2. Platz Slopestyle, 6. Platz Big Air
- 2025 Engadin: 1. Platz Big Air, 9. Platz Slopestyle

### Weltcupsiege
| Nr. | Datum         | Ort    | Disziplin  |
| --- | ------------- | ------ | ---------- |
| 1.  | 15. März 2024 | Tignes | Slopestyle |

### Weltcup-Gesamtplatzierungen
| Saison  | Park & Pipe | Park & Pipe | Slopestyle | Slopestyle | Big Air | Big Air |
| Saison  | Punkte      | Platz       | Punkte     | Platz      | Punkte  | Platz   |
| ------- | ----------- | ----------- | ---------- | ---------- | ------- | ------- |
| 2019/20 | 2800        | 5.          | 980        | 7.         | 1820    | 3.      |
| 2020/21 | 3           | 98.         | 3          | 57.        | -       | -       |
| 2021/22 | 103         | 27.         | 103        | 12.        | -       | -       |
| 2022/23 | 180         | 9.          | 42         | 23.        | 138     | 4.      |
| 2023/24 | 340         | 2.          | 180        | 2.         | 160     | 4.      |
| 2024/25 | 98          | 38.         | 12         | 44.        | 86      | 14.     |